# Nacho Canut
Nacho Canut, pseudonimo di Ignacio Canut Guillén (Valencia, 5 giugno 1957), è un bassista spagnolo.
Insieme alla cantante Alaska forma il noto gruppo di musica elettronica e synth pop Fangoria.

## Biografia
La sua carriera musicale è iniziata nel 1977, anno della formazione del gruppo punk spagnolo Kaka de Luxe. In seguito allo scioglimento del gruppo, insieme ad Alaska, Carlos Berlanga, Ana Curra, Eduardo Benavente, Toti Pegamoide, Manolo Campoamor, Javier Hamilton, Poch, Álvaro de Torres, Javier de Amezúa e Juan Luis Vizcaya ha formato il gruppo Alaska y los Pegamoides, di grande successo in Spagna nei primi anni ottanta, durante i quali nella nazione spopolava la movida madrileña, della quale il gruppo è stato uno dei più importanti simboli.
In seguito all'uscita di scena di diversi artisti, i tre rimasti, Alaska, Berlanga e Canut, hanno formato un altro gruppo, Alaska y Dinarama, che ha ottenuto altrettanto successo per tutto il decennio degli anni ottanta grazie a brani come Ni tu ni nadie o ¿A quién le importa?, quest'ultimo divenuto colonna sonora dei movimenti omosessuali spagnoli.
Nel 1989, in seguito all'abbandono del gruppo da parte di Berlanga, Canut e Alaska hanno formato i Fangoria, gruppo tuttora in attività e di successo in Spagna.

## Discografia

### Con Kaka de Luxe
- 1978 - Kaka de Luxe (EP)
- 1983 - Canciones malditas

### Con Alaska y los Pegamoides
- 1982 - Grandes éxitos
- 1983 - Alaska y los pegamoides
- 1982 - Llegando hasta el final
- 1998 - Mundo indómito

### Con Alaska y Dinarama
- 1983 - Canciones profanas
- 1984 - Deseo carnal
- 1986 - No es pecado
- 1988 - Diez
- 1989 - Fan fatal

### Con Fangoria
- 1991 - Salto mortal
- 1992 - Un día cualquiera en Vulcano 1.0
- 1993 - Un día cualquiera en Vulcano 2.0
- 1995 - Un día cualquiera en Vulcano 3.0
- 1998 - Interferencias
- 1999 - Una temporada en el infierno
- 2000 - El infierno son los demás
- 2001 - Naturaleza muerta
- 2003 - Dilemas, amores y dramas
- 2004 - Arquitectura efímera
- 2005 - Naturaleza muerta remixes
- 2005 - Arquitectura efímera deconstruida
- 2006 - El extraño viaje
- 2007 - ¡Viven!
- 2008 - Absolutamente
- 2009 - Completamente